# Ермолович, Наталья Васильевна
Наталья Васильевна Ермолович (род. 29 апреля 1964, Рогачёв, Гомельская область), в девичестве Коленчукова — советская белорусская легкоатлетка, специалистка по метанию копья. Выступала за сборную СССР по лёгкой атлетике в 1980-х годах, победительница и призёрка ряда международных стартов, первенств всесоюзного и республиканского значения, участница летних Олимпийских игр в Сеуле. Мастер спорта СССР международного класса.

## Биография
Наталья Коленчукова родилась 29 апреля 1964 года в городе Рогачёве Гомельской области Белорусской ССР.
Занималась лёгкой атлетикой в Могилёве под руководством тренера А. Медведева, состояла в добровольных спортивных обществах «Спартак» и «Труд», представляла Профсоюзы. Проходила подготовку в Училище олимпийского резерва (1978—1980), окончила Белорусский государственный институт физической культуры (1989).
Впервые заявила о себе на всесоюзном уровне в сезоне 1984 года, выиграв бронзовую медаль в метании копья на зимнем чемпионате СССР по метаниям в Адлере (61,40). Рассматривалась в качестве кандидатки на участие в летних Олимпийских играх в Лос-Анджелесе, но Советский Союз вместе с несколькими другими странами восточного блока бойкотировал эти соревнования по политическим причинам. Вместо этого она приняла участие в альтернативном турнире «Дружба-84» в Праге, где метнула копьё на 59,74 метра и разместилась на восьмой позиции итогового протокола.
В 1985 году на чемпионате СССР в Ленинграде с личным рекордом 69,86 метра превзошла всех соперниц и завоевала золотую медаль. Попав в состав советской сборной, выступила на Кубке Европы в Москве, где с результатом 65,92 стала третьей.
В 1986 году победила на зимнем чемпионате СССР по метаниям в Адлере (65,68), взяла бронзу на Играх доброй воли в Москве (60,58) и серебро на чемпионате СССР в Киеве (65,08), заняла шестое место на чемпионате Европы в Штутгарте (62,84), получила серебро на IX летней Спартакиаде народов СССР в Ташкенте (59,56).
В 1987 году была лучшей на зимнем чемпионате СССР по метаниям в Адлере (63,50) и на летнем чемпионате СССР в Брянске (67,40), показала второй результат на Кубке Европы в Праге (64,42), заняла седьмое место на чемпионате мира в Риме (65,52).
На зимнем чемпионате СССР по длинным метаниям 1988 года в Адлере с результатом 63,04 добавила в послужной список ещё одну награду золотого достоинства. Благодаря череде удачных выступлений удостоилась права защищать честь страны на Олимпийских играх в Сеуле — благополучно преодолела предварительный квалификационный этап, тогда как в финале метнула копьё на 64,84 метра, расположившись в итоговом протоколе соревнований на шестой строке.
После сеульской Олимпиады Ермолович осталась действующей спортсменкой и продолжила принимать участие в различных легкоатлетических стартах. Так, в 1989 году она одержала победу на чемпионате СССР в Горьком (63,20), выступила на Универсиаде в Дуйсбурге (50,26), заняла пятое место на Кубке мира в Барселоне (57,52).
В 1990 году была третьей на зимнем чемпионате СССР по метаниям в Адлере (61,12) и на летнем чемпионате СССР в Киеве (62,10).
За выдающиеся спортивные достижения удостоена почётного звания «Мастер спорта СССР международного класса».
После распада Советского Союза ещё некоторое время выступала в независимой Белоруссии, в частности в 1994 году победила на чемпионате страны в метании копья.